# Bionic Commando Rearmed
Bionic Commando: Rearmed (яп. バイオニック コマンドー マスターD復活計画) — видеоигра в жанре платформера, выпущенная в 2008 году для платформ PC, Playstation 3 и Xbox 360. Является улучшенным ремейком одноимённой игры 1988 года, выпущенной для консоли Nintendo Entertainment System. Имеет продолжение — игру Bionic Commando, выпущенную в 2009 году.

## Сюжет
Сюжет игры Bionic Commando: Rearmed практически полностью повторяет сюжет оригинальной игры для NES, однако имеет небольшие отличия. Он построен на противостоянии двух организаций: Федерации и Империи.

## Геймплей
В игре Bionic Commando: Rearmed игрок контролирует персонажа по имени Натан Спенсер, который перемещается по уровням с помощью своей биомеханической руки. Цель каждого уровня — добраться до босса, расположенного в конце уровня. На каждом уровне большое количество платформ, за которые нужно цепляться бионической рукой для перемещения и доступа к бонусам. На использовании бионики и складываются все головоломки в игре. От игрока требуется реакция и расстановка, чтобы вовремя прыгнуть с одной платформы на другую, не сорвавшись на шипы.

## Ретро-снаряжение
В меню игры (а точнее, в подменю «База данных») имеется пункт «Ретро-снаряжение». При его выборе оно открывает оригинальный костюм Натана для игры Bionic Commando — очки, рыжие волосы, комбинезон и кроссовки.

## Саундтрек
27 мая 2008 года был выпущен саундтрек к игре, названный Bionic Commando Rearmed — The Soundtrack. Композитором саундтрека стал Симон Виклунд, позже создавший саундтрек к Final Fight: Double Impact.
| №   | Название                               | Длительность |
| --- | -------------------------------------- | ------------ |
| 1.  | «Bionic Commando Rearmed (Main Theme)» | 3:32         |
| 2.  | «Heat Wave»                            | 3:50         |
| 3.  | «Power Plant»                          | 3:38         |
| 4.  | «Leap of Faith»                        | 2:42         |
| 5.  | «Rise of the Albatross»                | 4:59         |
| 6.  | «BCR Menu Theme»                       | 3:22         |
| 7.  | «Prologue & Epilogue»                  | 3:02         |
| 8.  | «OK, We'll Move»                       | 2:29         |
| 9.  | «Meet the Enemy and Descend»           | 2:00         |
| 10. | «Killt's Hidden Treasures»             | 2:30         |
| 11. | «Amongst Allies»                       | 1:20         |
| 12. | «Intruder Alert»                       | 3:28         |
| 13. | «Suzuki's Heroes»                      | 2:00         |
| 14. | «One Man, One Bionic Arm»              | 1:40         |
| 15. | «Go Go Bionic»                         | 0:18         |

## Отзывы
| Сводный рейтинг    | Сводный рейтинг                           |
| Агрегатор          | Оценка                                    |
| ------------------ | ----------------------------------------- |
| GameRankings       | 88,07 % (X360) 87,67 % (PS3) 84,70 % (ПК) |
| Metacritic         | 86 %                                      |
| Иноязычные издания |                                           |
| Издание            | Оценка                                    |
| 1UP.com            | A                                         |
| Eurogamer          | 8/10                                      |
| GameSpot           | 7,5/10 (Xbox 360) 8,0/10 (PS3)            |
| IGN                | 9,4/10                                    |
| Giant Bomb         | [ 12 ]                                    |

Игра Bionic Commando: Rearmed была очень хорошо принята игровой прессой. Согласно сайту Metacritic, общая оценка для платформ PC, Xbox 360 и PlayStation 3 составила 86 %, а согласно сайту GameRankings, общая оценка для трёх платформ составила 87 %. За первую неделю продаж, было продано более 130 000 копий. В сентябре 2010 года, сайт IGN поставил игру на четвёртое место в списке «25 лучших игр Xbox Live Arcade» (англ. The Top 25 Xbox Live Arcade Games).